# Dan Hamhuis
Daniel „Dan“ Hamhuis (* 13. Dezember 1982 in Smithers, British Columbia) ist ein ehemaliger kanadischer Eishockeyspieler. Der Abwehrspieler verbrachte zehn Jahre in der Organisation der Nashville Predators und war sechs Saisons für die Vancouver Canucks sowie zwei Saisons für die Dallas Stars aktiv. Insgesamt bestritt er weit über 1000 NHL-Partien, wobei er mit den Canucks in den Playoffs 2011 das Finale um den Stanley Cup erreichte. Mit der kanadischen Nationalmannschaft gewann er jeweils die Goldmedaille bei den Olympischen Winterspielen 2014 sowie bei den Weltmeisterschaften 2007 und 2015.

## Karriere
Bevor Dan Hamhuis in die American Hockey League wechselte, spielte er von 1998 bis 2002 für die Prince George Cougars. Die Saison 2001/02 war dabei seine erfolgreichste, da er die Auszeichnungen zum CHL Defenceman of the Year und Four Broncos Memorial Trophy. Des Weiteren wurde er in den Jahren 2000/01 und 2001/02 ins WHL West First All-Star Team berufen. Im NHL Entry Draft 2001 wurde er an zwölfter Stelle von den Nashville Predators ausgewählt.
Nach vier Spielzeiten in der WHL wagte Hamhuis den Sprung ins Farmteam der Nashville Predators, den Milwaukee Admirals. In seiner ersten Saison für die Admirals kam er in 60 Spielen auf sechs Tore und 27 Punkte. In der Folge wurde er in den NHL-Kader berufen. In der Saison 2003/04 spielte er insgesamt 80 Spiele für die Predators und kam am Ende auf sieben Tore und 26 Punkte. Wegen des Lockouts im darauf folgenden Jahr, spielte er wieder für die Admirals in der AHL. In dieser Saison schaffte er es sogar ins Second All-Star Team und erzielte die zweitmeisten Punkte aller Verteidiger in der AHL. In der Saison 2005/06 spielte er wieder für die Nashville Predators. Dies war seine bis dahin erfolgreichste Saison. Neben Paul Kariya war er der einzige Spieler, der kein einziges Saisonspiel verpasst hatte. Außerdem stellte er einen neuen persönlichen NHL-Rekord mit 31 Assists und 38 Punkten auf. Nach dieser starken Saison boten die Predators ihm einen Vier-Jahres-Vertrag über acht Millionen US-Dollar an, den Hamhuis im September 2006 unterzeichnete. In den beiden darauffolgenden Saisons konnte Hamhuis nicht ganz an seine zuvor gezeigte Leistung anknüpfen.
Am 19. Juni 2010, kurz bevor Hamhuis’ Vertrag auslief und er zum Unrestricted Free Agent wurde, gaben die Nashville Predators seine Rechte an die Philadelphia Flyers ab, die im Gegenzug Ryan Parent nach Nashville schickten. Nur eine Woche später transferierten die Flyers seine Rechte im Austausch für ein Drittrunden-Wahlrecht im NHL Entry Draft 2011 wiederum zu den Pittsburgh Penguins. Allerdings konnte er sich mit keinem der beiden Teams auf einen Vertrag einigen, sodass er am 1. Juli 2010 einen neuen Sechsjahresvertrag über 27 Millionen US-Dollar mit den Vancouver Canucks unterzeichnete.
Der Sechsjahresvertrag wurde von den Canucks nach der Spielzeit 2015/16 nicht verlängert, sodass er sich im Juli 2016 als Free Agent den Dallas Stars anschloss und dort einen neuen Zweijahresvertrag unterzeichnete. In Dallas absolvierte Hamhuis während der Saison 2017/18 sein 1000. Spiel der regulären Saison in der NHL. Anschließend kehrte er als Free Agent im Juli 2018 zu den Nashville Predators zurück und unterzeichnete dort ebenfalls einen Zweijahresvertrag. Nach der Spielzeit 2019/20 erklärte Hamhuis seine aktive Karriere für beendet. Insgesamt hatte er in regulärer Saison und Playoffs 1216 Partien bestritten. Seit 2014 ist Hamhuis Mitbesitzer seines einstigen Juniorenteams Prince George Cougars in der WHL.

### International

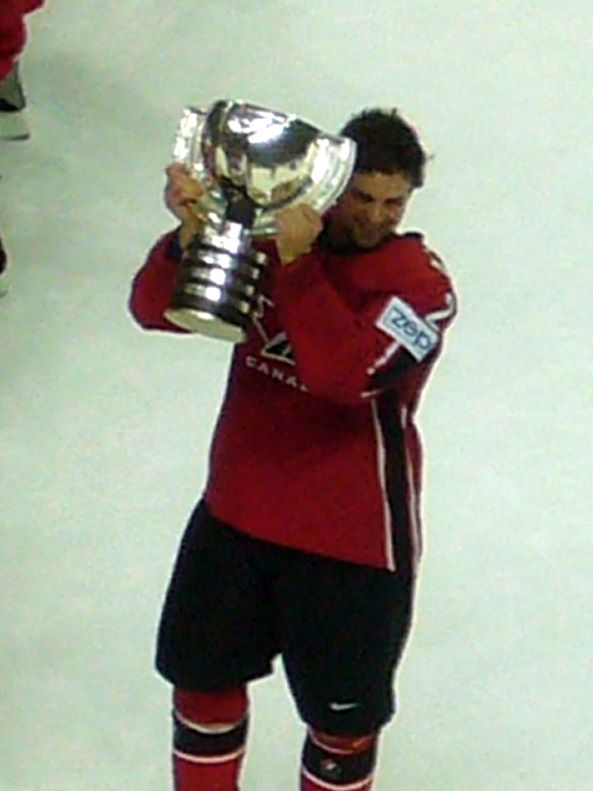
Hamhuis feiert den Gewinn der Weltmeisterschaft 2007

Hamhuis konnte aber auch auf internationaler Ebene Erfolge feiern. Er gewann 2001 Bronze und 2002 Silber bei den U20-Junioren-Weltmeisterschaften mit Team Canada. 2007 wurde er mit Team Kanada Eishockey-Weltmeister. 2014 wurde er mit der kanadischen Nationalmannschaft Olympiasieger; ebenso gewann er bei der Weltmeisterschaft 2015 erneut die Goldmedaille.

## Erfolge und Auszeichnungen
| - 2001 Teilnahme am CHL Top Prospects Game - 2001 WHL West First All-Star Team - 2002 Bill Hunter Memorial Trophy - 2002 Four Broncos Memorial Trophy - 2002 WHL West First All-Star Team | - 2002 CHL Defenceman of the Year - 2002 CHL First All-Star Team - 2004 Teilnahme am NHL YoungStars Game - 2005 Teilnahme am AHL All-Star Classic - 2005 AHL Second All-Star Team |

### International
| - 2001 Bronzemedaille bei der U20-Junioren-Weltmeisterschaft - 2002 Silbermedaille bei der U20-Junioren-Weltmeisterschaft - 2007 Goldmedaille bei der Weltmeisterschaft - 2008 Silbermedaille bei der Weltmeisterschaft | - 2009 Silbermedaille bei der Weltmeisterschaft - 2014 Goldmedaille bei den Olympischen Winterspielen - 2015 Goldmedaille bei der Weltmeisterschaft |

## Karrierestatistik

### International
Vertrat Kanada bei:
| - U20-Junioren-Weltmeisterschaft 2001 - U20-Junioren-Weltmeisterschaft 2002 - Weltmeisterschaft 2006 - Weltmeisterschaft 2007 - Weltmeisterschaft 2008 | - Weltmeisterschaft 2009 - Weltmeisterschaft 2013 - Olympischen Winterspielen 2014 - Weltmeisterschaft 2015 |

(Legende zur Spielerstatistik: Sp oder GP = absolvierte Spiele; T oder G = erzielte Tore; V oder A = erzielte Assists; Pkt oder Pts = erzielte Scorerpunkte; SM oder PIM = erhaltene Strafminuten; +/− = Plus/Minus-Bilanz; PP = erzielte Überzahltore; SH = erzielte Unterzahltore; GW = erzielte Siegtore; 1 Play-downs/Relegation; Kursiv: Statistik nicht vollständig)